# Stefan Naas
Stefan Naas, né le 23 novembre 1973 à Francfort-sur-le-Main, est un juriste et homme politique allemand (FDP). Il a été maire de la ville de Steinbach (Taunus) de 2009 à 2018. Il est membre du parlement du land de Hesse depuis janvier 2019.

## Éducation et début de carrière
Stefan Naas a grandi à Steinbach. Après quatre ans à l'école primaire Geschwister-Scholl, il a étudié au lycée Altkönigschule à Kronberg. Il y a obtenu son Abitur en 1993. De 1995 à 2000, il a étudié le droit à l'Université Johann Wolfgang Goethe de Francfort-sur-le-Main . Il a terminé son deuxième examen d'État en même temps que son doctorat en 2004. Le sujet de sa thèse était la loi sur l'administration de la police prussienne. Jusqu'à ce qu'il soit élu maire de Steinbach en 2009, Naas a travaillé comme membre du conseil du gouvernement au bureau des impôts de Francfort-sur-le-Main. Entre 2006 et 2008, il a travaillé au ministère des Finances de Hesse à Wiesbaden, puis, de 2008 à 2009, au cabinet du ministre de l'Économie de Hesse Dieter Posch en tant que conseiller.

## Responsabilités politiques
Naas a été élu dès 1992 au conseil municipal de Steinbach. Lors de l'élection municipale de 2009, Naas a remporté le second tour contre son adversaire Michael Dill (CDU) avec 62,7 % des suffrages. Lorsqu'il a été réélu en 2015, il a obtenu 87,1 % des voix.
Au sein de l'association régionale FrankfurtRhein-Main, il est membre de la chambre d'association depuis 2007, a été président du groupe FDP de 2008 à 2011, président du groupe indépendant de 2011 à 2018 et siège au conseil régional depuis 2019. Dans les Hochtaunuskreis, Naas est président du conseil de district. En outre, il préside la branche locale du FDP de Rhein-Main depuis 2014. Depuis le 1er novembre 2016, il est le chef du groupe parlementaire FDP au sein de l'association Landeswohlfahrtsverband de Hesse.
Lors des élections nationales de Hesse en 2018, Naas a remporté la quatrième place sur la liste des États du FDP Hesse, un mandat en tant que membre du parlement de l' État de Hesse. Dans son groupe parlementaire, il est le porte-parole de la politique économique, industrielle, du marché du travail et de la place financière de Francfort, ainsi que porte-parole de l'art et de la culture et porte-parole des infrastructures.